# اورماس پائت
اورماس پائت (انگلیسی: Urmas Paet؛ زادهٔ ۲۰ آوریل ۱۹۷۴) سیاستمدار اهل استونی است.
وی از سال ۲۰۱۴ تاکنون عضو پارلمان اروپا، از سال ۲۰۰۵ تا ۲۰۱۴ وزیر امور خارجه استونی، از سال ۲۰۰۳ تا ۲۰۰۵ وزارت فرهنگ استونی و از ۲۰۰۳ تا ۲۰۱۴ عضو مجلس استونی بوده‌است.